# Comuna Miklavž na Dravskem polju
Miklavž na Dravskem polju (Občina Miklavž na Dravskem polju) este o comună din Slovenia, cu o populație de 5.915 locuitori (2002).

## Localități
Dobrovce, Dravski Dvor, Miklavž na Dravskem polju, Skoke